# 白俄羅斯跳棋
白俄羅斯跳棋（俄語：БЕЛОРУССКИЕ ШАШКИ），是混合國際象棋的俄羅斯跳棋變體。

## 棋具
- 棋盤為8*8的西洋棋棋盤。

- 國際象棋棋子、六十四格國際跳棋棋子。

## 規則
- 跳棋兵皆放在離己方最近三橫行的深色格；國際象棋兵放於己方最近三橫行的淺色格。

- 國際象棋兵在底線可升級為任何其他的國際象棋棋子。升級成的國際象棋國王視為一般棋子，無不能移動到被攻擊格的規定。

- 其他規則同於俄羅斯跳棋[1]。